# Фишер, Александр Эммануилович
Александр Эммануилович Фишер (нем. Alexander Fischer; род. 7 декабря 1944) — советский, российский и австрийский трубач преимущественно джазового направления, музыкальный педагог, композитор, публицист.

## Биография
Родился 7 декабря 1944 года в Хабаровске, где окончил детскую музыкальную школу по фортепиано, затем, во время учёбы в железнодорожном техникуме, играл в студенческом духовом и эстрадном оркестрах на трубе. Там же организовал ансамбль, исполнявший музыку, скопированную с доступных пластинок и радио-программ чехословацких и других ансамблей.
Во время трёхгодичной службы в армии играл на корнете в полковом оркестре и, затем, в военном Ансамбле песни и пляски.
Свои первые шаги в джазе Александр Фишер сделал в хабаровском ансамбле Вадима Горовица, хорошо известном в те годы на Дальнем Востоке страны. В своих пристрастиях коллектив ориентировался на широко понимаемый джазовый мейнстрим, — свинг, хардбоп, кул-джаз, но основой интересов музыкантов была музыка в стиле братьев Эддерли, которую часто причисляют к стилю соул-джаз. Горовиц писал и свои собственные оригинальные композиции.
Этот ансамбль, формально предназначенный для игры на тацплощадке и сопровождения коллективов художественной самодеятельности, был приглашён для участия в пятом московском джаз-фестивале 1968 года и получил там звание лауреата среди гостей фестиваля (то есть не москвичей).
В 1973 году Александр Фишер окончил с отличием Государственный музыкально-педагогический институт имени Гнесиных (нынче Российская академия музыки имени Гнесиных) в классе трубача, солиста Большого театра (ГАБТ) Тимофея Докшицера. Был направлен в Хабаровск, где в течение двух лет работал в ТЮЗе, занимаясь музыкой к спектаклям этого детского театра. Попутно руководил эстрадно-танцевальным (инструментальным) ансамблем.
Переехав в Москву, в 1975—1976 годах работал в государственном оркестре Азербайджана под художественным руководством Муслима Магомаева.
В 1976—1982 годах был солистом оркестра Олега Лундстрема. Оркестр Лундстрема, сыгравший исключительную роль в признании и популяризации джазовой музыки в СССР, в свои зрелые годы ориентировался прежде всего на «стандарты» американской музыки больших оркестров: исполнялись оригинальные партитуры таких классиков жанра, как Гленн Миллер, Каунт Бейси, Дюк Эллингтон. Сам основатель и руководитель оркестра Олег Лундстрем написал в своё время ряд пьес более актуальной для страны тематики — «Бухарский орнамент», «В горах Грузии» и других.
В 1983—1986 годы А. Э. Фишер — трубач джаз-ансамбля «Аллегро» Москонцерта, руководимого Николаем Левиновским. Коллектив активно концертировал, включая гастроли в ряде зарубежных стран, участвовал в джаз-фестивалях в СССР, а также в Индии, Франции, Югославии, ГДР. Ансамбль «Аллегро» в течение ряда лет занимал первые строчки джазовых пулов и пользовался большой популярностью в стране и за рубежом.
В 1987—1991 годах концертирвал в джазовом дуэте с пианистом Даниилом Крамером. Этот ансамбль с минимальным количеством участников стал широко востребованным и популярным не только благодаря своей мобильности, но и лёгкости восприятия публикой виртуозной и не отягощённой излишней философичностью музыки. Дуэт охотно приглашали выступать в Австралию (1-месячное турне), Испанию, Францию, Латинскую Америку, Африку.
В 1988—1990 годах Фишер вёл класс джазовой трубы в Институте имени Гнесиных. В эти годы сообществом джазовых обозревателей, музыковедов и критиков СССР Александр Фишер назывался первым среди джазовых солистов-трубачей страны.
В 1990—1993 годах принимал участие в летних международных курсах [[Neues Musikforum Viktring https://musikforum.at/%7CNeues (недоступная+ссылка) Musikforum Viktring]] в Каринтии, на юге Австрии, сначала в качестве солиста-трубача приглашённого из Москвы биг-бэнда, а затем как педагога джазовой трубы и ансамбля.
В 1993 году переехал в Вену (Австрия), работал в различных ансамблях и оркестрах, среди которых: квинтет «Together», созданный Walter Strohmaier; диксиленд «Another Dixie Band», руководимый контрабасистом и аранжировщиком Robert Goodenough; ансамбль под руководством Nicolas Simion; квинтет Michael Kneihs; Биг Бэнд VBBP (Vienna Big Band Project); дуэты с Larry Lofquist, Martin Reiter и другие. Работал трубач и в качестве приглашённого музыканта.
В 1998 году Александр Фишер занял место доцента джазовой трубы в Венской консерватории (Vienna Konservatorium). В том же году ему было даровано гражданство Австрийской республики, с сохранением гражданства российского.
Параллельно с джазовыми концертами различных направлений, Фишер участвовал в музыкальном сопровождении театральных постановок в таких театрах Вены, как Kammerspiele, Theater der Josefstadt и других, а также для исполнения музыки Клезмер в составе ансамбля Shalom Aleichem.
С 1999 года начались запись на собственной домашней студии и выпуск ряда музыкальных альбомов, преимущественно с авторской музыкой.
Время от времени организовывались концерты Александра Фишера в России, как с австрийскими, так и российскими коллегами. Так, в рамках Дней австрийской культуры в России в апреле 2002 г. Фишер организовал турне международного джаз-квинтета по городам страны: Обнинску, Твери, С.-Петербургу и Москве под общим названием «JazzUnity: Austria meets Russia».
В разные годы и на разных территориях Фишер играл в Jam-sessions с Кларком Терри, Доном Черри, Дейвом Брубеком, Томашем Шукальским (англ. Tomasz_Szukalski), Збигневом Намысловским и другими. 

В 2012—2013 вёл авторскую колонку в сетевом издании портала Джаз.ру

## Дискография
- 1982, Оркестр Олега Лундстрема — «В наше время»
- 1982, Оркестр Олега Лундстрема — «В сочных тонах»
- 1982, Джаз-82 — VIII Московский фестиваль джазовой музыки (1-я пластинка),
- 1983, Андрей Эшпай — «Не вспоминай»
- 1984, Ленинградский фестиваль джазовой музыки «Осенние ритмы-84»
- 1985, Ленинградский фестиваль джазовой музыки «Осенние ритмы-85» (2-я пластинка)
- 1985, Джаз-ансамбль «Аллегро» — «Золотая середина»
- 1986, Джаз-ансамбль «Аллегро» — «Сфинкс»
- 1986, Фестиваль джазовой музыки «Тбилиси-86»
- 1988, «Джаз Алма-Ата `88»

В Австрии:
- 1999, Alexander Fisher — «Sentimental Story»
- 1999, Another Dixie Band — «And Now For Something Completely Different!»
- 1999, Quintessence Michael Kneihs — «Qvintessence»
- 2001, Fisher-Kramer Jazz Duo — «Hi, Pite!»
- 2005, Alexander Fisher — «Three Question Marks»
- 2008, Alexander Fisher — «Childhood Samba And Other Dances Of Life»
- 2009, Alexander Fisher — «Half The Girls In France»

## Публикации
- «Джаз: долгожданный ренессанс?»[7]

- «Импровизации затейливая вязь»[8]

- «Аллегро» — вчера и сегодня"[9]

- «Браво, „Аллегро“!»[10]

- «Фестиваль джаза в Хабаровске»[11]

- «Тигрёнок Кеша играет на трубе»[12]

- «Соло для серебряной трубы», интервью.[13]

- «Московский джазовый дуэт»[14]

- «Джаз для двоих», интервью.[15]

- «Поговорим о джазе», интервью.[16]

- «Блюз на орбите»[17]

- «Ритмы лета-88»[18]

- «Первый международный!»[19]

- «Джаз движут энтузиасты», интервью.[20]

- «Есть в казанцах особенная теплота», интервью.[21]

- «Пасхальный рэгтайм бэнд»[22]

- «Дважды джаз»[23]

- Джаз-марш «Заволжья-94»[24]

- «Джаз XX век», сборник Вл. Фейертага.[25]

- «От компакт-диска — к гастролям».[26]

- «Зал в ОДОРА взрывался аплодисментами».[27]

- «Сентиментальная прогулка с трубачом».[28]

- «Джаз остывает, но мы ещё тёплые», интервью.[29]

- «Прогулка в стиле джаз», интервью.[30]

- «Джазовое единение: Австрия встречается с Россией».[31]

- «Джаз — ночь», интервью.[32]

- «Остаюсь с джазом».[33]

- «Вечер в компании трёх Ф. Александр Фишер живёт в Вене, а отпуск проводит в Хабаровске».[34]

- «Musical detente».[35]

- «Russia’s dazzling duo make historic debut».[36]

- «Jazznost Duo (U.S.S.R.)+Engine Room», interview.[37]

- «In the mood for jazz in Russia», Interview.[38]

- «Дача дяди Бориса, La Datcha de L’oncle Boris».[39]

- «Mainstream aus Rußland».[40]

- «Alexander Fischer. Ein Russe in Wien».[41]

- «Good news from Russia».[42]

## Цитаты о нём
Александр Фишер — необычайно яркий исполнитель. Главное, на что я всегда обращал внимание, это безупречная логика в выстраивании музыкальной формы импровизационного материала. Будь то небольшое соло в биг-бэнде или продолжительная каденция в малом ансамбле — все мастерски подчинено общей драматургии той композиции, которую представляет Александр Фишер. И не так уж важно, какому стилю отдает дань исполнитель (куда ж деваться от моды), в любом случае, каждый звук его трубы или флюгельгорна окрашен неистребимым джазовым чувством…Владимир Фейертаг
То, что этот первоклассный трубач с его лирическим звучанием извлекает из своего инструмента, есть коктейль из надежды и отчаяния, юмора и серьёзности, ярости и спокойствия. Отшлифованные композиции и аранжировки, так же, как и стилистическая свобода, являются его сильными сторонами…Volkmar Joswig